# Arthur Conan Doyle
Sir Arthur Ignatius Conan Doyle (Edimburgo, 22 maggio 1859 – Crowborough, 7 luglio 1930) è stato uno scrittore e drammaturgo britannico, considerato, insieme a Edgar Allan Poe, il fondatore dei due generi letterari del giallo e del fantastico.
In particolare è il capostipite del sottogenere noto come giallo deduttivo, reso famoso dal personaggio dell'investigatore Sherlock Holmes. La sua produzione tuttavia spazia dal romanzo d'avventura alla fantascienza, dal soprannaturale ai temi storici. Dai suoi lavori sono stati tratti molti adattamenti cinematografici e televisivi.

Firma di Conan Doyle.

## Biografia
Arthur Conan Doyle nacque in Scozia il 22 maggio 1859, in un piccolo appartamento di Edimburgo al numero 11 di Picardy Place. Suo padre, Charles Altamont Doyle, era inglese con remote origini irlandesi e la famiglia infatti rivendicava di far parte della nobiltà celtica (non titolata) irlandese, oltre a discendere dal duca Conan I di Bretagna; sua madre, Mary Foley, era irlandese. Il cognome composto lo prese dal prozio Michael Conan, noto giornalista dell'epoca e presunto discendente diretto del duca bretone. Il giovane Arthur, secondo di dieci figli, iniziò i suoi studi presso una scuola della sua città, per proseguire alla Hodder Preparatory School nel Lancashire. I suoi studi più importanti proseguirono presso lo Stonyhurst Jesuit College, scuola cattolica di Clitheroe, poi ancora in Austria, in un altro collegio gesuita, e infine all'Università di Edimburgo dal 1876 da cui uscì laureato in Medicina e Chirurgia nel 1881.

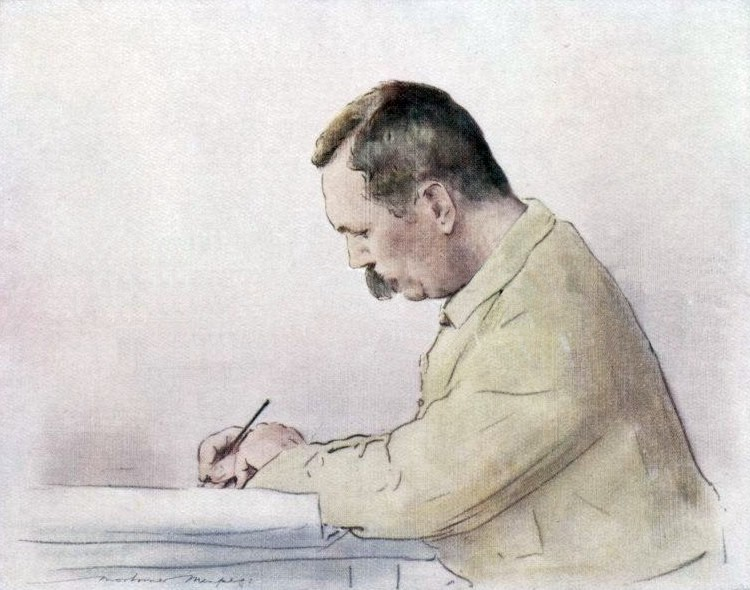
Doyle intento alla scrittura, ritratto da Mortimer Menpes (prima del 1930).

È di quel periodo la sua prima opera, Il mistero di Sasassa Valley (1879), racconto del terrore venduto al Chambers Journal), così come il suo primo articolo medico, su un sedativo sperimentato su di sé. L'anno successivo vendette a The London Society la storia Il racconto dell'americano, su una mostruosa pianta originaria del Madagascar che si ciba di carne umana (con buona probabilità questo racconto è tra le fonti del romanzo del mistero Relic, di Douglas Preston e Lincoln Child).
Studente brillante, trovò il modo per ridurre l'anno di studio a sei mesi, per poter iniziare a fare l'assistente medico: prima per il dottor Richardson a Sheffield, poi per il dottor Elliot a Shropshire, ma soprattutto per il dottor Reginald Hoare a Birmingham. Fu qui che, trattato più come figlio che come assistente, si appassionò molto alla letteratura e scrisse la sua prima opera. Suoi professori di medicina furono Joseph Lister, professore di chirurgia, inventore e propugnatore del metodo dell'antisepsi, e il dottor Joseph Bell, di cui divenne, prima di laurearsi, anche assistente per un breve periodo. Il brillante e freddo dottor Bell, con il suo metodo scientifico e le sue abilità deduttive, gli ispirò in seguito il fortunato personaggio di Holmes che ha così, almeno nelle origini, un legame con il thriller medico.
Il suo aspetto era ingannevole. Dietro ad un comportamento tranquillo, c'era un uomo dalle forti convinzioni, alcune delle quali ritenute eccentriche dai più, come lo spiritismo, ma tutte profondamente sentite. Tutta la vita di Conan Doyle è una lunga serie di crociate molto combattute, delle quali lo spiritismo era solo l'ultima. Nel 1890 mise in guardia il mondo intero contro la tanto decantata cura per la tubercolosi. Nel 1902 difese il governo britannico contro le accuse di cattiva condotta durante la Seconda guerra boera, contribuendo a diffondere false credenze sui boeri, come la presunta negligenza nell'accudire i propri figli, usando anche l'immagine di una bambina boera morta a 7 anni in un campo inglese per denutrizione. Nel 1903 venne insignito del titolo di Knight Bachelor. Nel 1906 sostenne la riforma per il divorzio. Nel 1909 intervenne contro le atrocità in Congo. Nel 1910 difese pubblicamente Oscar Slater, falsamente accusato di omicidio. Nel 1914 mise in guardia tutti contro i devastanti effetti del blocco sottomarino. In ogni caso le sue battaglie, a mezzo stampa, furono condotte con intraprendenza e abilità, a prescindere dai vantaggi che se ne potevano ricavare. Alcune battaglie erano impopolari, ma il personale senso di onore era per lui più importante dell'opinione pubblica.
Come lui stesso disse in una intervista, conobbe cosa volesse dire essere povero e cosa volesse dire diventare abbastanza influente. Affrontò ogni tipo di esperienza umana. Conobbe le persone più influenti e importanti del suo secolo; ebbe una lunga carriera da scrittore, dopo un periodo da medico, che gli diede il titolo di Dottore di Edimburgo. Praticò moltissimi sport (boxe, cricket, biliardo, motociclismo, calcio e sci), e fu il primo a introdurre l'abitudine di lunghe vacanze in Svizzera, specialmente per cure termali.

### Il rapporto con la religione
Educato secondo i principi della religione cattolica, a cui apparteneva tutta la famiglia, se ne allontanò durante i suoi studi all'Università di Edimburgo, per l'ammirazione nei confronti di Thomas Henry Huxley, il cosiddetto "Mastino di Darwin", e optando per l'agnosticismo. Secondo altre fonti fu successivamente un sostenitore dello Spiritualismo Cristiano e incoraggiò la Spiritualists' National Union ad accettare come ottavo precetto quello di seguire gli insegnamenti di Gesù di Nazareth.

### Le prime esperienze lavorative
Nella primavera-estate del 1880, prima di laurearsi in medicina, Conan Doyle si imbarcò sulla baleniera Hope come medico di bordo, esperienza che ricorderà spesso come fondamentale nella sua vita. Terminati gli studi, seguì un altro breve periodo come assistente del dott. Hoare a Birmingham. Avrebbe dovuto fare ancora molte esperienze pratiche per poter davvero utilizzare a pieno il titolo di dottore, magari aprendo un piccolo studio medico, ma non aveva abbastanza denaro. Appena ventiduenne, e insicuro sul suo futuro, iniziò a vagliare varie possibilità, tra cui quella di partire in India come medico del governo.
Alla fine accettò la proposta della African Steam Navigation Company che gli offriva, a 12 sterline al mese, un posto da medico di bordo sul battello Mayumba, che collegava regolarmente il porto di Liverpool alle coste occidentali dell'Africa. Partì verso la fine di ottobre del 1881. Poteva in questo modo mettere un po' di soldi da parte e fare esperienza, soprattutto su febbre africana e malaria, usando contro quest'ultima la chinina, la miglior cura possibile a quel tempo. Dopo soli pochi mesi decise che l'esperienza come medico di bordo su una nave che portava in Africa poteva giungere a termine. Rimase così senza lavoro, credendo di potersi mantenere con i guadagni letterari, ma così non fu. Iniziò a vagliare altre possibilità, tra cui quella di trasferirsi a Plymouth e lavorare nello studio di un suo compagno di studi, un certo George Budd, ma anche in questo caso, dopo solo 2 mesi, decise di tornare a casa, per la difficile convivenza lavorativa con il suo nuovo socio.

### Sherlock Holmes

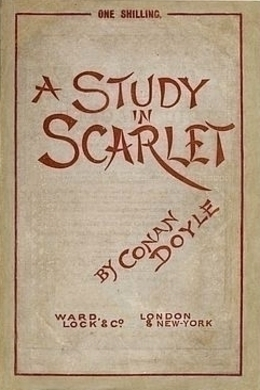
Copertina della prima edizione autonoma di Uno studio in rosso, apparso in precedenza insieme a storie di altri autori sul Beeton's Christmas Annual.

Aprì, con scarso successo, uno studio medico nel Southsea, sobborgo di Portsmouth: fu proprio in questo periodo - complice la disponibilità di tempo - che Doyle cominciò a scrivere le avventure di Holmes, che così iniziarono ad avere un discreto successo presso il pubblico britannico. Il primo romanzo sul detective dal fisico asciutto fu Uno studio in rosso, del 1887, pubblicato sul Beeton's Christmas Annual, in cui il narratore, il dottor Watson, che in un certo senso rappresenta l'autore stesso, presenta Holmes e la sottile scienza della deduzione. A questa prima opera fece seguito Il segno dei quattro (1890), opera che gli valse enorme successo. La famosissima frase "Elementare, Watson!" non viene mai pronunciata nelle storie di Doyle.

### Giornalista alle Olimpiadi

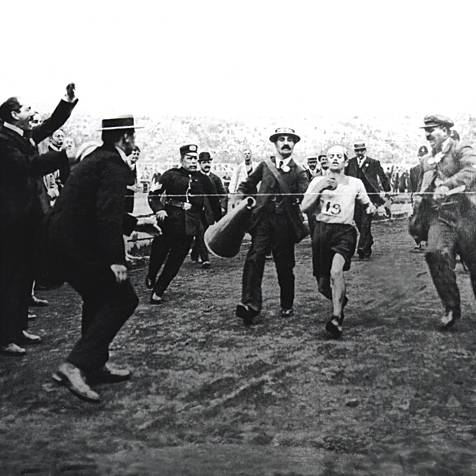
Il drammatico arrivo di Dorando Pietri alle Olimpiadi di Londra.

Durante le Olimpiadi di Londra del 1908, Sir Arthur Conan Doyle scrisse un articolo per il Daily Mail, un pezzo esaltante che ebbe grande risalto, in cui paragonò Dorando Pietri (vincitore della maratona olimpica, ma squalificato) a un antico romano. Egli scrisse che quella vittoria non sarebbe mai stata inficiata dalla semplice decisione di un giudice. Conan Doyle si fece tra l'altro promotore di una colletta per lo sfortunato italiano e raccolse una notevole somma per l'epoca: quasi 300 sterline. È inoltre leggenda che fosse lo stesso Doyle l'addetto al megafono che sorresse Pietri negli ultimi metri della maratona olimpica. Pare tuttavia che i due personaggi che attorniano Pietri, siano rispettivamente, alla destra dell'atleta e con il megafono, il giudice di gara Jack Andrew e alla sinistra il capo dello staff medico, il dottor Michael Bulger. Conan Doyle era in effetti presente in tribuna, a pochi metri dalla linea del traguardo, dato che era stato incaricato da Lord Northcliffe di redigere la cronaca della gara per il Daily Mail.

### Le opere di avventura, il fantastico e la ricerca storica
Conan Doyle, nonostante l'enorme successo (senza pari nella storia della letteratura poliziesca), non legò mai abbastanza con il suo personaggio più popolare, che odiava perché divenuto più famoso di lui. Lui stesso, nel 1927, disse che aveva scritto di Holmes più di quello che intendeva inizialmente fare, perché le sue mani erano spinte a scrivere dall'insistenza di alcuni suoi amici. Conan Doyle era invece maggiormente attirato da altri generi letterari come l'avventura o il fantastico o come opere di ricerca storica: in questo campo realizzò romanzi storici come La compagnia bianca (1891), il suo antefatto Le tre imprese (1905) e la serie di sedici racconti storico-satirici sulle avventure del brigadiere Etienne Gérard, immaginario cugino del generale napoleonico Étienne Maurice Gérard che compie mirabolanti imprese entro il corpo degli ussari (pubblicati tra il 1894 e il 1903). Classico testo di storia militare fu invece The Great Boer War (1900), scritto mentre era corrispondente della guerra anglo-boera in Sudafrica) che gli fruttò nel 1902 il titolo di baronetto. Ripeté l'esperienza di corrispondente di guerra durante la Grande Guerra, visitando anche il fronte italiano, senza però dimenticare la sua attività di romanziere, saggista e giornalista. Scrisse anche, curiosamente, il libretto di un'opera lirica comica, Jane Annie, in collaborazione con l'amico James Matthew Barrie nel 1893.
Numerosi, come detto, i suoi lavori nel campo dell'avventura, del fantastico, del soprannaturale e del terrore: si possono citare a titolo di esempio The Last Of The Legions and other tales of long ago, Tales of Pirates, My Friend The Murderer and other mysteries, Lot 249 (La mummia), Il mondo perduto. Anche se l'elemento fantastico non è mai completamente assente neppure dalla sua produzione realistica - si pensi al romanzo Il mastino dei Baskerville (1902) o al racconto Il vampiro del Sussex (1927), entrambi del ciclo di Sherlock Holmes - Doyle scrisse "solo" cinque romanzi e una quarantina di racconti strettamente fantastici, la maggior parte dei quali dell'orrore e del soprannaturale.
La fantascienza è rappresentata principalmente dalla serie del professor Challenger (1912-1929), personaggio che lo scrittore modellò sulla figura del professor Ernest Rutherford, eccentrico e irascibile "padre" dell'atomo e della radioattività. Tra questi il più celebre è rimasto Il mondo perduto, un romanzo del 1912 che racconta di una spedizione guidata da Challenger su un altopiano del Sud America popolato da animali preistorici sopravvissuti all'estinzione. La storia ha avuto notevole successo nel mondo del cinema, a partire dall'epoca del muto nel 1925 con il primo film al quale seguirono altre cinque pellicole (compresi due remake) e una serie televisiva.

### L'interesse per lo spiritismo
Il 26 gennaio 1887 fu iniziato alla Massoneria di rito scozzese, presso la Loggia Phoenix No 257, di Southsea Hampshire. Per vari anni ne fu il Presidente, ed era solito leggere i suoi scritti ai Fratelli della Loggia, prima della loro pubblicazione finale. Come altri massoni dell'età vittoriana, fra i quali Arthur Edward Waite, Doyle condivise per tutta la vita uno spiccato interesse per lo spiritismo, in modo particolare per la ricerca del contatto con l'aldilà. Tale interesse era motivato dal proprio vissuto personale, a seguito della morte della moglie e di altri congiunti. Con altri massoni, diede supporto allo spiritista scozzese Daniel Dunglas Home. 
Doyle scrisse inoltre nel 1926 il saggio Storia dello Spiritismo (The History of Spiritualism), argomento cui dedicò gli ultimi anni della sua vita, realizzando articoli e conferenze grazie ai contatti con la Golden Dawn. In quegli anni furono molti i contatti con la spiritualista Mabel St Clair Stobart, presidente del British College of Psychic Science che nel 1924 fondò e divenne presidente della comunità spiritualista; il collega Arthur Conan Doyle ne fu a sua volta presidente fino alla sua morte nel luglio 1930. Stobart fu la presidente della Comunità Spiritualista Countil dal 1924 al 1941 e si unì anche al consiglio del Congresso mondiale delle fedi.
A causa del tema controverso di questi studi, tale attività non gli diede quei riconoscimenti che, come studioso, si attendeva: subì anzi gli attacchi della Chiesa cattolica. Molti critici trovano difficile ammettere che il creatore di Sherlock Holmes, l'esempio perfetto della ragione e dell'osservazione, avesse potuto dedicarsi interamente negli ultimi anni della sua vita ad una causa, quella dello spiritismo, che sembrava sfidare la logica. Un uomo che esponesse tali idee sembrava infatti, a quel tempo, non poter essere realmente considerato uno scrittore. Per molti il vecchio, triste e illuso Conan Doyle stava solo dilapidando la sua grandezza.
Prima della sua morte fece in tempo a pubblicare il suo ultimo lavoro, The Edge of Unknown, nel quale spiega le sue esperienze parapsicologiche, ormai divenute sua unica fonte di interesse.

### La morte

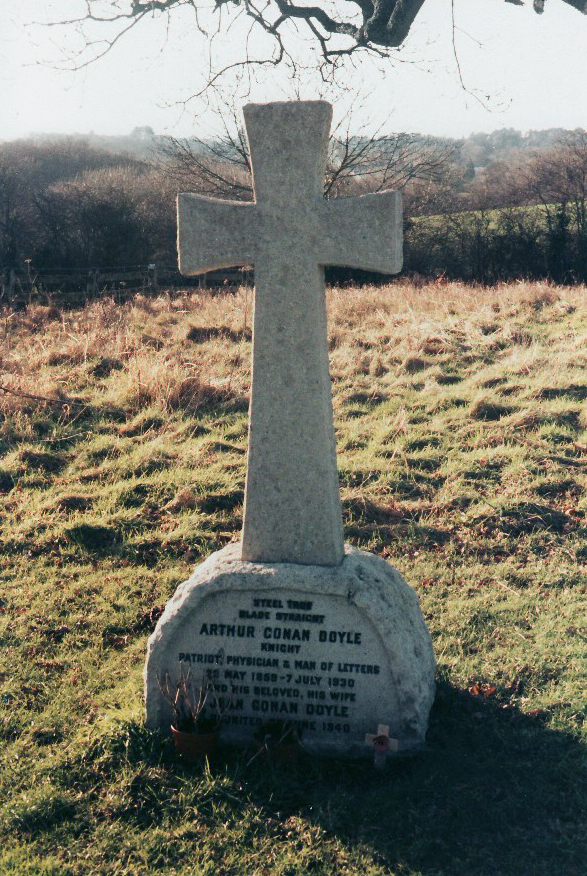
La tomba di Arthur Conan Doyle a Minstead (New Forest).

Doyle venne colto da un improvviso attacco cardiaco mentre si trovava nella sua casa in campagna a Windlesham, Crowborough, il 7 luglio 1930, a 71 anni. Al suo capezzale lo assistevano il figlio Adrian e la sua seconda moglie Jean Elizabeth Leckie, per un ultimo saluto a uno dei padri del giallo. Le sue ultime parole, rivolte alla moglie, furono: «Sei meravigliosa, moglie mia».
La sua sepoltura è a Minstead nel New Forest, Hampshire, presso il cimitero parrocchiale di tutti i santi. L'epitaffio sulla sua tomba recita:
Blade Straight
Arthur Conan Doyle
Knight
Patriot, physician & man of letters»
Lama diritta
Arthur Conan Doyle
Cavaliere
Patriota, medico e uomo di lettere»

## Opere
Per ogni testo si indica la prima edizione nell'originale inglese e l'eventuale prima traduzione in lingua italiana. Le serie di romanzi interconnessi sono elencate cronologicamente, in base alla data di pubblicazione del primo episodio di ogni ciclo.

### Ciclo di Sherlock Holmes
La saga consiste di quattro romanzi, 59 racconti e 3 drammi teatrali.

#### Romanzi
1. Uno studio in rosso (A Study in Scarlet - 1887)
2. Il segno dei quattro (The Sign of the Four - 1890)
3. Il mastino dei Baskerville (The Hound of the Baskervilles - 1902)
4. La valle della paura (The Valley of Fear - 1915)

#### Raccolte di racconti
1. Le avventure di Sherlock Holmes (The Adventures of Sherlock Holmes - 1892)
2. Le memorie di Sherlock Holmes (The Memoirs of Sherlock Holmes - 1894)
3. Il ritorno di Sherlock Holmes (The Return of Sherlock Holmes - 1905)
4. L'ultimo saluto di Sherlock Holmes (His Last Bow - 1917)
5. Il taccuino di Sherlock Holmes (The Casebook of Sherlock Holmes - 1927)

#### Altro
- La fiera per il campo (The Field Bazaar - 1896[11]), racconto
- Come Watson imparò il metodo (How Watson Learned the Trick), 1924, racconto
- L'avventura dell'uomo alto (The Adventure of the Tall Man), racconto incompiuto, 1900 circa
- Sherlock Holmes (1899), commedia teatrale scritta con William Gillette
- Il diamante della corona (The Crown Diamond, 1910), commedia teatrale, in seguito adattata nel racconto L'avventura della pietra di Mazzarino
- La banda maculata (The Speckled Band, 1910), commedia teatrale tratta dal racconto L'avventura della banda maculata

### Ciclo di ser Nigel Loring
La saga consiste di un romanzo autoconclusivo e di un prequel che narra la gioventù di uno dei protagonisti del primo episodio.
1. La compagnia bianca (The White Company), serializzato in dodici puntate sulla rivista The Cornhill Magazine da Gennaio a Dicembre 1891; prima edizione in volume Smith, Elder & Co., 1891.
2. Le tre imprese (Sir Nigel), serializzato in tredici puntate sulla rivista The Strand Magazine da Dicembre 1905 a Dicembre 1906; prima edizione in volume Smith, Elder & Co., 1906.

### Ciclo del brigadiere Etienne Gérard
La saga consiste di sedici racconti organizzati dall'autore in due raccolte tematiche, un diciassettesimo racconto riunito alla serie in un'edizione postuma, e un romanzo semiautonomo in cui il brigadiere Gérard è un comprimario preminente:
1. Gli exploit del Brigadiere Gerard (The Exploits of Brigadier Gerard), George Newnes Ltd., 1896.
  1. "La medaglia del brigadiere Gérard" ("The Medal of Brigadier Gerard")
  2. "Come il brigadiere prese il re" ("How the Brigadier Held the King")
  3. "Come il re prese il brigadiere" ("How the King Held the Brigadier")
  4. "Come il brigadiere uccise i Fratelli di Ajaccio" ("How the Brigadier Slew the Brothers of Ajaccio")
  5. "Come il brigadiere giunse al Tetro Castello" ("How the Brigadier Came to the Castle of Gloom")
  6. "Come il brigadiere diede battaglia al maresciallo Millefleurs" ("How the Brigadier Took the Field Against the Marshal Millefleurs")
  7. "Come il brigadiere fu tentato dal diavolo" ("How the Brigadier Was Tempted by the Devil")
  8. "Come il brigadiere giocò per un regno" ("How the Brigadier Played for a Kingdom")
2. Lo zio Bernac alla corte di Napoleone (Uncle Bernac), 1897. Traduzione di Riccardo Duranti, Roma, Donzelli, 2010.
3. Le avventure di Gérard (The Adventures of Gérard), George Newnes Ltd., 1903.
  1. "Il crimine del brigadiere" ("The Crime of the Brigadier")
  2. "Come il brigadiere Gérard perse l'orecchio" ("How Brigadier Gerard Lost His Ear")
  3. "Come il brigadiere salvò l'esercito" ("How the Brigadier Saved the Army")
  4. "Come il brigadiere cavalcò fino a Minsk" ("How the Brigadier Rode to Minsk")
  5. "Il brigadiere Gérard a Waterloo" ("The Brigadier at Waterloo")
  6. "Il brigadiere in Inghilterra" ("The Brigadier in England")
  7. "Come il brigadiere entrò negli ussari di Conflans" ("How the Brigadier Joined the Hussars of Conflans")
  8. "Come Etienne Gérard disse addio al suo padrone" ("How Etienne Gerard Said Goodbye to His Master")

- "Il matrimonio del brigadiere" ("The Marriage of the Brigadier"), confluito nella raccolta completa The Complete Brigadier Gerard, 1995.

La prima traduzione italiana combina assieme le due raccolte di racconti e l'ultimo episodio sparso nel volume omnibus Gli exploit e le avventure del brigadiere Gérard, traduzione di Nello Giugliano, Donzelli, Roma, 2009.

### Ciclo del capitano John Sharkey
La saga consiste di quattro racconti riuniti dall'autore nella raccola Storie di pirati (Tales of Pirates and Blue Water), John Murray, 1922.
1. "Il ritorno a casa del governatore di Saint Kitt" ("How the Governor of Saint Kitt's Came Home"), nella rivista Pearson's Magazine di Gennaio 1897.
2. "I rapporti del capitano Sharkey con Stephen Craddock" ("The Dealings of Captain Sharkey with Stephen Craddock"), nella rivista Pearson's Magazine di Marzo 1897.
3. "Il flagello di Sharkey" ("The Blighting of Sharkey"), nella rivista Pearson's Magazine di Aprile 1911.
4. "Come Copley Banks assassinò il capitano Sharkey" ("How Copley Banks slew Captain Sharkey"), nella rivista Pearson's Magazine di Maggio 1897.

### Ciclo del professor Challenger
La saga consiste di tre romanzi e due racconti.
1. Il mondo perduto (The Lost World), serializzato in otto puntate sulla rivista The Strand Magazine da Aprile a Novembre 1912; prima edizione in volume Hodder & Stoughton, 1912.
2. La nube avvelenata o La fine del mondo (The Poison Belt), serializzato in cinque puntate sulla rivista The Strand Magazine da Marzo a Luglio 1913; prima edizione in volume Hodder & Stoughton, 1913.
3. La terra della nebbia o Nel paese delle nebbie (The Land of Mist), Hutchinson, 1926.
4. "Quando la Terra urlò" ("When the World Screamed"), serializzato in due puntate sulla rivista Liberty dal 25 Febbraio al 3 Marzo 1928; prima edizione in volume nella raccolta The Maracot Deep and Other Stories, John Murray, 1929.
5. "La macchina disintegratrice" ("The Disintegration Machine"), nella rivista The Strand Magazine di Gennaio 1929; prima edizione in volume nella raccolta The Maracot Deep and Other Stories, John Murray, 1929.

### Romanzi autoconclusivi

#### Romanzi di avventura storica ed esotica
- Micah Clarke, Longmans, Green & Co., 1889.
- Caccia ai milioni (The Firm of Girdlestone: A Romance of the Unromantic), serializzato in venticinque puntate sulla rivista The People dal 27 Ottobre 1889 al 13 Aprile 1890; prima edizione in volume Chatto & Windus, 1890.
- La grande ombra (The Great Shadow), serializzato sulla rivista The Globe dal 1 Ottobre al 5 Novembre 1892; prima edizione in volume J. W. Arrowsmith, 1892.
- I profughi (The Refugees: A Tale of Two Continents), serializzato in sei puntate sulla rivista Harper's Monthly Magazine da Gennaio a Giugno 1893; prima edizione in volume Harper & Brothers, 1893.
- Rodney Stone (Rodney Stone), serializzato in dodici puntate sulla rivista The Strand Magazine da Gennaio a Dicembre 1896; prima edizione in volume George Bell & Sons, 1896.
- La tragedia del Korosko (The Tragedy of Korosko), serializzato in otto puntate sulla rivista The Strand Magazine da Maggio a Dicembre 1897; prima edizione in volume Smith, Elder & Co., 1898.

#### Romanzi fantastici e del mistero
- Il mistero di Cloomber (The Mystery of Cloomber), serializzato in undici puntate nella rivista The Pall Mall Budget  dal 30 Agosto all'8 Novembre 1888; prima edizione in volume Ward and Downey, 1889.
- Il segreto del milionario o Il doppio enigma o La scoperta meravigliosa (The Doings of Raffles Haw), serializato nella rivista Pittsburgh Commercial Gazette dall'11 Luglio al 15 Agosto 1891; prima edizione in volume John W. Lovell, 1891.
- Il parassita (The Parasite), serializzato in quattro puntate nella rivista Harper's Weekly da Novembre a Dicembre 1894; prima edizione in volume Harper & Brothers, 1894.
- L'abisso di Atlantide o L'abisso di Maracot (The Maracot Deep), serializzato in tre puntate nella rivista The Saturday Evening Post dal 18 ottobre al 1 Novembre 1927; prima edizione in volume nella raccolta The Maracot Deep and Other Stories, John Murray, 1929. Traduzione di Claudi De Nardi, nella raccolta L'anello di Toth: Tutti i racconti fantastici, I Miti di Cthulhu 4, Fanucci Editore, 1986.

#### Romanzi realistici
- Romanzo fantasma (The Narrative of John Smith), testo incompiuto nel 1883, pubblicato postumo per British Library, 2011.
- Beyond the City: The Idyl of a Suburb, nella rivista Good Words di Natale 1891; prima edizione in volume nel tomo doppio The Great Shadow and Beyond the City, J. W. Arrowsmith, 1893.
- Le lettere del dottore (The Stark Munro Letters), Longmans, Green & Co., 1894.
- Un duetto (A Duet, with an Occasional Chorus), Grant Richards, 1899.

### Racconti fantastici

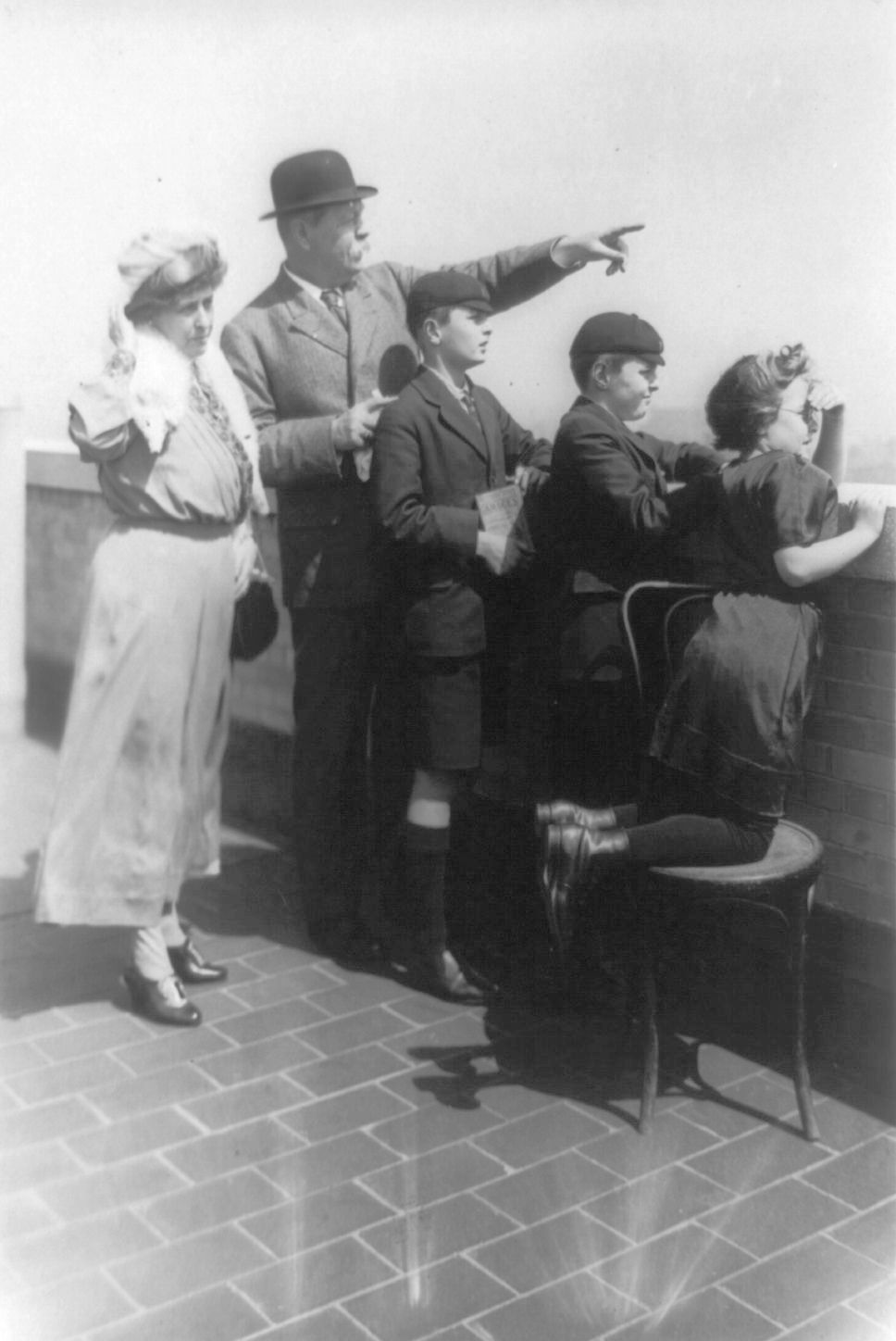
Doyle con la famiglia in visita a New York, 10 aprile 1922.

- L'ultima legione ed altre storie di tanto tempo fa (The last of the legions and other tales of long ago) (racconti)
- Il mistero di Sasassa Valley (The Mystery of Sasassa Valley, 1879)
- Il racconto dell'americano (The American's Tale, 1880)
- La scure d'argento (The Silver Hatchet, 1883)
- Un orrore pastorale (A Pastoral Horror)
- Il capitano della Stella Polare (The Captain of the Polestar,1883)
- Cercasi un fantasma (Selecting a Ghost) (1883)
- Dichiarazione di J. Habakuk Jephson (J. Habakuk Jephson's Statement, 1884)
- Il grande esperimento di Keinplatz (The Great Keinplatz Experiment, 1885)
- John Barrington Cowles (1886)
- Un mosaico letterario (A Literary Mosaic) (1886)
- La mano nera (The Brown Hand) (1889)
- Il guardiano del Louvre; anche L'anello di Thoth (The Ring of Thoth, 1890)
- Il mio amico assassino ed altri misteri (My Friend the Murderer and Other Mysteries) (racconti)
- La mummia (Lot 249 o Mummy number 249, 1892)
- Il fiasco di Los Amigos (The Los Amigos fiasco, 1892)
- Il terrore della grotta di Blue John (The Terror of Blue John Gap, 1892)
- Il caso di lady Sannox (The Case of Lady Sannox) (1894)
- Il demone dell'isola (The Fiend of the Cooperage, 1897)
- Moderni gladiatori 1908[12][13]
- Scherzare col fuoco o L'unicorno (Playing with Fire, 1900)
- L'imbuto di cuoio (The leather funnel) (1900)
- L'orrore delle altezze o Orrore in quota (The Horror of the Heights, 1913)[14]
- Il sotterraneo di Cheriton (The Subterranean of Cheriton, 1918)
- Come accadde o Per filo e per segno (How It Happened)
- Il bullo di Brocas Court (The Bully of Brocas Court, 1921)
- Racconti del terrore e del mistero (1925, raccolta)
- Il treno scomparso (The Lost Special)
- L'uomo dagli orologi (The Man with the Watches)
- Il grande motore Brown-Péricord (The Great Brown-Péricord Motor)
- L'uomo di Arcangelo (The Man from Archangel)
- Pericolo! (Danger!)
- Il dottore nero (The Black Doctor)
- Il gatto brasiliano (The Brazilian Cat)
- La stanza degli incubi (The Nightmare Room)
- Lo specchio d'argento (The Silver Mirror)
- De Profundis (De Profundis)
- Lo scrigno a strisce (The Striped Chest)

### Racconti medici
- Il chirurgo di Gaster Fell (The surgeon of Gaster Fell)
- Il debutto di Hilary Joyce (The debut of Bimbashi Joyce)
- Un disperso del 1815 (A straggler of '15)
- La moglie del fisiologo (A physiologist's wife)
- I medici di Hoyland (The doctors of Hoyland)
- La maledizione di Eva (The curse of Eve)
- La terza generazione (The third generation)
- Una questione di diplomazia (A question of diplomacy)
- La clientela di Crabbe (Crabbe's practice)
- La prima operazione (His first operation)
- Cronache mediche (A medical document)
- Riflessioni di un chirurgo (The surgeon talks)

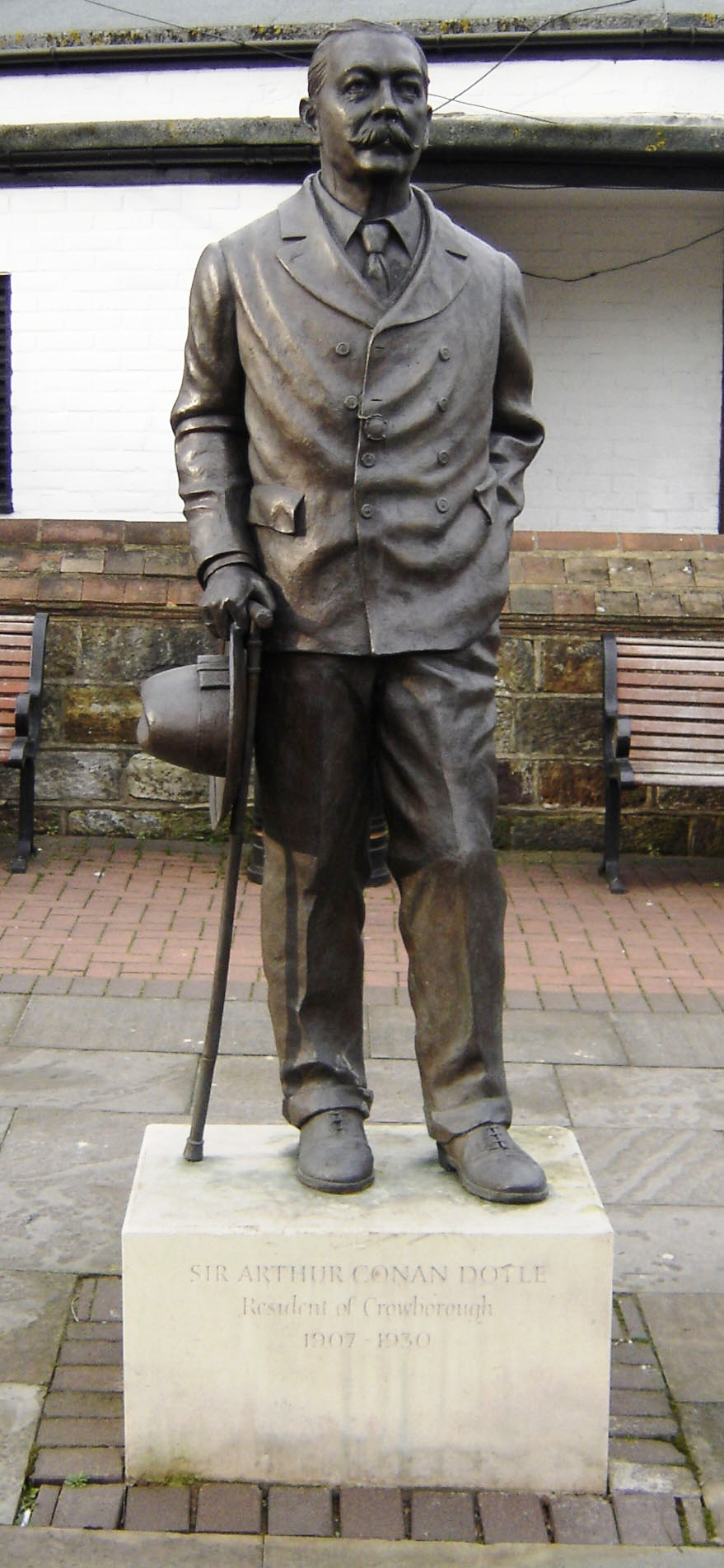
Statua di Arthur Conan Doyle a Crowborough.

### Saggistica
- La grande guerra boera (The Great Boer War, 1900)
- The War in South Africa - Its Cause and Conduct (1902)
- Through the Magic Door (1907)
- Il crimine del Congo (The Crime of the Congo, 1909), a cura di Giuseppe Motta, Roma, Bordeaux, 2020, ISBN 978-88-321-0350-2.
- The Case of Oscar Slater (1912)
- The German War: Some Sidelights and Reflections (1914)
- A Visit to Three Fronts (1916)
- The British Campaign in France and Flanders (1916-1920)
- Ucciderò Sherlock Holmes. Memorie e avventure del creatore del celebre detective (Memories and Adventures, 1924), ed. italiana a cura di Gianni Rizzoni, Rosa & Nero, 1987; Milano, Metamorfosi, 2012, ISBN 978-88-956-3051-9.
- Avventura nell'Artico. Sei mesi a bordo della baleniera Hope (Dangerous Work: Diary of an Arctic Adventure, 28 febbraio-11 agosto 1880; pubblicato postumo nel 2012), a cura di Jon Lellenberg e Daniel Stashower, trad. Davide Sapienza, Novara, UTET, 2016, ISBN 978-88-511-4239-1.

### Altro
- La nuova rivelazione (The New Revelation, 1918), trattato sullo spiritismo, prima ed. italiana. a cura di Francesco Zingaropoli: Napoli, Mondo Occulto, 1931.
- Apparizioni delle Fate (1922), trattato sullo spiritismo, prima ed. italiana ("Il ritorno delle fate") a cura di Massimo Introvigne: Milano, Sugarco, 1992.
- La lampada rossa. Storia di medici e medicina (Round the red lamp), a cura di Luca Merlini, Bagno a Ripoli, Passigli, 2011.
- Storia dello spiritismo (saggio)
- Rodney Stone, romanzo
- Le cinque rose, romanzo
- Le tre imprese, romanzo (stesso protagonista di: Le cinque rose)